# 2020년 하계 패럴림픽 난민 선수단
2020년 하계 패럴림픽 난민 선수단(영어: Refugee Paralympic Team)은 일본 도쿄에서 열린 2020년 하계 패럴림픽에 참가한 난민으로 이루어진 선수단이다.

## 개요
난민 선수단은 특정 국가를 대표하지 않고 8,200만명의 전 세계의 난민을 대표하는 선수단이다. 유엔 난민 기구는 난민 8,200만명 중에서 장애인은 12만명 정도로 추정된다고 밝혔다.
국제 패럴림픽 위원회 위원장 앤드류 파슨스는 난민 패럴림픽 선수단 구성을 기반으로 "스포츠를 통한 장애를 가진 난민들에 대한 사회적 포용의 촉진"을 환영했다.
난민 선수단은 국제 패럴림픽 위원회의 지원과 에어비앤비의 후원을 받는다. 에어비앤비는 선수단 지원을 위한 부서가 마련되었다고 한다.

## 선수
2021년 6월 30일, 국제 패럴림픽 위원회에서 난민 패럴림픽 선수단을 발표했다. 남자 5인, 여자 1인, 총 6인으로 구성되어있다. 난민 선수단은 자국의 국기를 사용하지는 못하고, 대신 국제 패럴림픽 위원회의 깃발을 사용한다. 선수들은 육상, 수영, 카누, 태권도의 총 4개 종목에 참여한다. 선수단 발표는 음악, 문학, 연극, 영화 등 다양한 분야에서 난민 운동을 지지해온 유명 인사들이 영상을 통해 직접 소개했다.
이브라힘 알후세인은 콜드플레이의 리드 보컬, 크리스 마틴이 소개했고, 알리아 이사는 영국의 여배우 구구 음바타로가, 파르페 하키지마나는 오페라 가수인 바바라 헨드릭스가, 압바스 카리미는 작가인 할레드 호세이니가, 아나스 알칼리파는 어린 시절 고향인 보스니아 헤르체고비나를 떠나야 했던 축구 선수인 아스미르 베고비치가, 샤라드 나사지푸르는 난민 출신의 알폰소 데이비스가 소개했다.
선수단장 및 개막식 기수에는 난민 출신 일레아나 로드리게스가 선임되었다. 브라질 리우데자네이루에서 열린 2016년 하계 패럴림픽에서 독립 선수단으로 참가했던 이브라힘 알후세인과 샤라드 나사지푸르를 제외한 4명의 선수들이 모두 패럴림픽 첫 참가다.
| 선수              | 출신 국가    | 거주지                   | 종목   | 종목별 등급 | 세부 종목             |
| ----------------- | ------------ | ------------------------ | ------ | ----------- | --------------------- |
| 이브라힘 알후세인 | 시리아       | 그리스, 아테네           | 수영   | S9 / SB8    | 50m 자유형, 100m 평영 |
| 알리아 이사       | 시리아       | 그리스, 아테네           | 육상   | F-          | 곤봉 던지기           |
| 파르페 하키지마나 | 부룬디       | 르완다, 마하마 난민 캠프 | 태권도 | K44         | -61kg급               |
| 압바스 카리미     | 아프가니스탄 | 미국, 포트로더데일       | 수영   | S5          | 50m 배영, 100m 배영   |
| 아나스 알칼리파   | 시리아       | 독일, 할레               | 카누   |             |                       |
| 샤라드 나사지푸르 | 이란         | 미국, 피닉스             | 육상   |             | 원반 던지기           |

## 메달 집계

### 종목별 참가 선수 및 메달 수
| 종목 정보 | 참가 선수 | 1 | 2 | 3 | 메달 합계 |
| --------- | --------- | - | - | - | --------- |
| 수영      | 2         | - | - | - | -         |
| 육상      | 2         | - | - | - | -         |
| 카누      | 1         | - | - | - | -         |
| 태권도    | 1         | - | - | - | -         |

## 종목별 성적

### 수영
| 선수              | 선수 | 세부 종목  | 예선 | 예선 | 결선 | 결선 |
| 선수              | 선수 | 세부 종목  | 기록 | 순위 | 기록 | 순위 |
| ----------------- | ---- | ---------- | ---- | ---- | ---- | ---- |
| 이브라힘 알후세인 | S9   | 50m 자유형 | -    | -    | -    | -    |
| 이브라힘 알후세인 | S9   | 100m 평형  | -    | -    | -    | -    |
| 압바스 카리미     | -    | -          | -    | -    | -    | -    |

### 육상
| 선수              | 선수 | 세부 종목   | 예선 | 예선 | 결선 | 결선 |
| 선수              | 선수 | 세부 종목   | 기록 | 순위 | 기록 | 순위 |
| ----------------- | ---- | ----------- | ---- | ---- | ---- | ---- |
| 알리아 이사       | F-   | 곤봉 던지기 | -    | -    | -    | -    |
| 샤라드 나사지푸르 | -    | 원반 던지기 | -    | -    | -    | -    |

### 카누
| 선수            | 선수 | 세부 종목 | 예선 | 예선 | 결선 | 결선 |
| 선수            | 선수 | 세부 종목 | 기록 | 순위 | 기록 | 순위 |
| --------------- | ---- | --------- | ---- | ---- | ---- | ---- |
| 아나스 알칼리파 | -    | -         | -    | -    | -    | -    |

### 태권도
| 선수              | 선수 | 세부 종목 | 예선 | 예선 | 결선 | 결선 |
| 선수              | 선수 | 세부 종목 | 기록 | 순위 | 기록 | 순위 |
| ----------------- | ---- | --------- | ---- | ---- | ---- | ---- |
| 파르페 하키지마나 | K44  | -61kg급   | -    | -    | -    | -    |

## 같이 보기
- 2020년 하계 올림픽 난민 선수단